# حامد عنقا
حامد عنقا (زاده ۱۳۵۷ در تهران) طراح، فیلمنامه‌نویس و تهیه‌کننده است. وی از سال ۱۳۷۸ فعالیت خود را با ساخت مستندهای اجتماعی آغاز کرد. وی در دوره‌های مختلف در تلویزیون، سینما و صنعت موسیقی به عنوان طراح، تهیه‌کننده و سرمایه‌گذار فعالیت داشته است. همچنین وی به عنوان مربی و معلم کارگاه‌ها و دوره‌های مختلف کارآفرینی و خلاقیت در زمینه فرهنگی و هنری فعالیت کرده است. عنقا در رشته حقوق قضایی و علوم معارف اسلامی تحصیل کرده است.

## روزنامه‌نگاری
عنقا از سال ۱۳۷۶ وارد عرصه روزنامه‌نگاری شد. ابتدا کار خود را با نگارش گزارش‌های اجتماعی در روزنامه آفرینش به صاحب‌امتیازی عبدالله جاسبی، رئیس سابق دانشگاه آزادی اسلامی، آغاز کرد و پس از مدت کوتاهی به عنوان جانشین دبیر سرویس اجتماعی این روزنامه کارش را ادامه داد. او سپس در هفته‌نامه آتیه علاوه بر گزارش‌های اجتماعی وارد عرصه حوادث شد و پس از آن در روزنامه خبر به نگارش گزارش‌های سیاسی روی آورد. فعالیت‌های روزنامه‌نگاری او پس از ورود به تلویزیون در سال ۱۳۷۸ کم رنگ‌تر شد و تنها به نگارش یادداشت و گزارش‌های خاص در برخی نشریات اجتماعی، سیاسی محدود شد.
در سال ۱۳۹۲ حامد عنقا تصمیم به حضور مجدد در عرصه روزنامه‌نگاری گرفت، او علاوه بر راه اندازی هفته‌نامه فرهنگی-هنری صبا عضو شورای سیاست گذاری شد و پس از مدتی به عنوان سردبیر این هفته‌نامه کارش را ادامه داد.

## فرهنگ و هنر

### صدا و سیما
حامد عنقا کارش را در سال ۱۳۷۸ در تلویزیون به عنوان مدیرتولید مجموعه «خانه قدیمی» آغاز کرد و در ادامه به کار مستندسازی اجتماعی روی آورد. یک سال بعد کارگردانی سریال به همین سادگی را برای شبکه پنج به عهده گرفت که در آن بازیگرانی چون اکبر عبدی، اکبر رحمتی، غلامرضا نیکخواه و عارف لرستانی، حضور داشتند. در سال ۱۳۸۸ فیلمنامه «نردبام آسمان» به کارگردانی محمدحسین لطیفی را نوشت و در سال‌های ۹۳ و ۹۴ هم به عنوان نویسنده به ترتیب با سریال‌های انقلاب زیبا به کارگردانی بهرنگ توفیقی و تنهایی لیلا به کارگردانی محمد حسین لطیفی همکاری کرد.
عنقا در سال ۱۳۹۶ سردبیر و مجری فصل جدید برنامه سینمایی «سینما دو» بود که از شبکه دوم سیمای جمهوری اسلامی ایران پخش می‌شد.

### فعالیتِ رادیویی
عنقا در رادیو نیز تا به حال چندین بار اجرای برنامه‌های مختلف با محوریت موضوعات اجتماعی و فرهنگی را بر عهده داشته است.

## آثار

### سینما
| سال  | نام فیلم              | سمت                 | کارگردان        |
| ---- | --------------------- | ------------------- | --------------- |
| ۱۳۸۳ | انتخاب                | نویسنده             | تورج منصوری     |
| ۱۳۹۲ | پوست انداختن          | نویسنده             | سیامک صرافت     |
| ۱۳۹۵ | بدون تاریخ، بدون امضا | سرمایه‌گذار          | وحید جلیلوند    |
| ۱۴۰۱ | غریب                  | نویسنده و تهیه‌کننده | محمد حسین لطیفی |

### شبکه نمایش خانگی
| سال  | نام سریال         | سمت                                                     | کارگردان       |
| ---- | ----------------- | ------------------------------------------------------- | -------------- |
| ۱۳۹۰ | قلب یخی (فصل اول) | طراح و نویسنده                                          | محمدحسین لطیفی |
| ۱۳۹۲ | قلب یخی (فصل دوم) | طراح و نویسنده                                          | محمدحسین لطیفی |
| ۱۳۹۷ | پدر               | طراح، نویسنده (مشترک با سید حسین امیرجهانی) و تهیه‌کننده | بهرنگ توفیقی   |
| ۱۳۹۹ | آقازاده           | طراح، نویسنده و تهیه‌کننده                               | بهرنگ توفیقی   |
| ۱۴۰۲ | گناه فرشته        | طراح، نویسنده و تهیه‌کننده و کارگردان                    | حامد عنقا      |

### سریال
| سال  | نام سریال     | سمت                       | کارگردان       |
| ---- | ------------- | ------------------------- | -------------- |
| ۱۳۷۹ | به همین سادگی | طراح و کارگردان           | حامد عنقا      |
| ۱۳۸۸ | نردبام آسمان  | طراح و نویسنده            | محمدحسین لطیفی |
| ۱۳۹۳ | انقلاب زیبا   | طراح و نویسنده            | بهرنگ توفیقی   |
| ۱۳۹۴ | تنهایی لیلا   | طراح و نویسنده            | محمدحسین لطیفی |
| ۱۳۹۶ | پدر           | طراح، نویسنده و تهیه‌کننده | بهرنگ توفیقی   |
| ۱۳۹۷ | بر سر دوراهی  | طراح، نویسنده و تهیه‌کننده | بهرنگ توفیقی   |

### فیلم تلویزیونی
- زخم درون/ طراح و نویسنده / ۱۳۷۹
- خنده در تاریکی / طراح و کارگردان / ۱۳۸۲
- هرگز رهایم نکن / طراح، نویسنده و تهییه‌کننده / ۱۳۸۴
- پوست انداختن/ طراح و نویسنده / ۱۳۹۲

## جوایز و نامزدها
- تندیس ویژه جشنواره پنجمین جشنواره جام جم در بخش نمایشی برای سریال پدر ۱۳۹۷
- نامزد دریافت تندیس حافظ بهترین مجموعه تلویزیونی در نوزدهمین جشن دنیای تصویر برای مجموعه تلویزیونی پدر ۱۳۹۸[نیازمند منبع]
- نامزد دریافت تندیس حافظ بهترین فیلمنامه در نوزدهمین جشن دنیای تصویر برای مجموعه تلویزیونی پدر ۱۳۹۸[نیازمند منبع]
- نامزد دریافت تندیس حافظ بهترین سریال در بیست و یکمین جشن حافظ به خاطر سریال «آقازاده» ۱۴۰۰
- نامزد دریافت تندیس حافظ بهترین فیلمنامه در بیست و یکمین جشن حافظ به خاطر سریال «آقازاده» ۱۴۰۰
- نامزد دریافت جایزه بهترین فیلمنامه برای سریال «آقازاده» در هشتمین جشنواره بین‌المللی فیلم شهر ۱۴۰۱
- دریافت دیپلم افتخار بهترین سریال در هشتمین جشنواره بین‌المللی فیلم شهر ۱۴۰۱
- فیلم «غریب» رکورددار چهل‌ویکمین جشنواره بین‌المللی فیلم فجر شد. این فیلم با طراحی، نویسندگی و تهیه کنندگی حامد عنقا در چهل‌ویکمین جشنواره بین‌المللی فیلم فجر رکوردار دریافت سیمرغ شد و در بخش‌های مختلف طراحی صحنه، چهره‌پردازی، جلوه‌های ویژه میدانی و همچنین سیمرغ بهترین بازیگر نقش اول زن جشنواره نیز به بازیگر این فیلم تعلق گرفت. جایزه ویژه هیئت داوران در بخش مقاومت بین‌الملل و بهترین فیلم از نگاه ملی نیز به فیلم غریب اهدا شد.[۱۲]
- جایزه تهیه‌کنندگی بهترین فیلم در هفدهمین جشنواره بین‌المللی فیلم مقاومت برای فیلم سینمایی غریب ۱۴۰۱
- دریافت لوح تقدیر و تندیس بخش ملی دومین دوره «جشن مهر سینمای ایران» بخاطر تهیه کنندگی فیلم سینمایی «غریب» به عنوان پرفروش‌ترین فیلم سینمایی دفاع مقدس